# Johann Friedrich Hodann

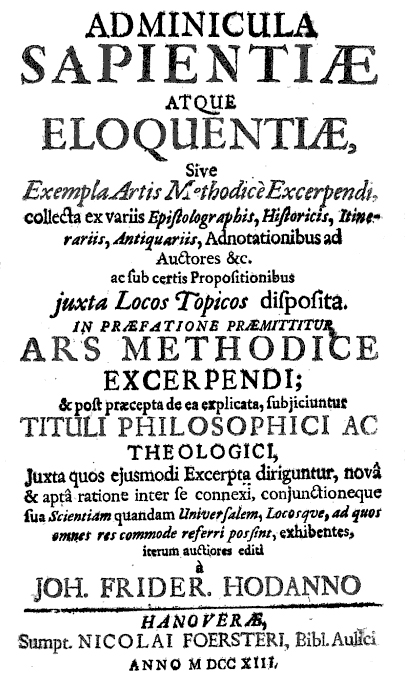
Johann Friedrich Hodann: Adminicula Sapientiae Atque Eloquentiae, Hannover 1713

Johann Friedrich Hodann (auch Johannes Friedrich oder latinisiert Johannes Fridericus Hodannus; * 1. März 1674 in Wedtlenstedt; † 1745 in Winsen (Luhe)) war ein deutscher Theologe und Pädagoge.
Der Briefwechsel Hodanns mit Gottfried Wilhelm Leibniz bildet heute einen Teil des Weltdokumentenerbes.

## Leben
Johann Friedrich Hodann wurde in Wedtlenstedt bei Braunschweig geboren, als Sohn des gleichnamigen Vaters Johann Hodann, Pfarrer zu Wedtlenstedt und Vechelde. Hodann studierte ab 1693 Theologie an der Universität Helmstedt. Nach dem Studium ließ sich der Wunsch, ein Lehramt in Festanstellung zu erhalten, zunächst nicht verwirklichen. Da sein Vater bereits im Jahr 1679 verstorben war, fehlte ihm dessen Protektion und finanzielle Unterstützung. So bestritt er seinen Lebensunterhalt als Hauslehrer, im 18. Jahrhundert ein üblicher Berufsstart für junge Theologen. Zunächst unterrichtete er die Kinder eines Braunschweiger Kaufmanns, später die des Pfarrers in Woltorf bei Peine.

### Tätigkeit für Gottfried Wilhelm Leibniz

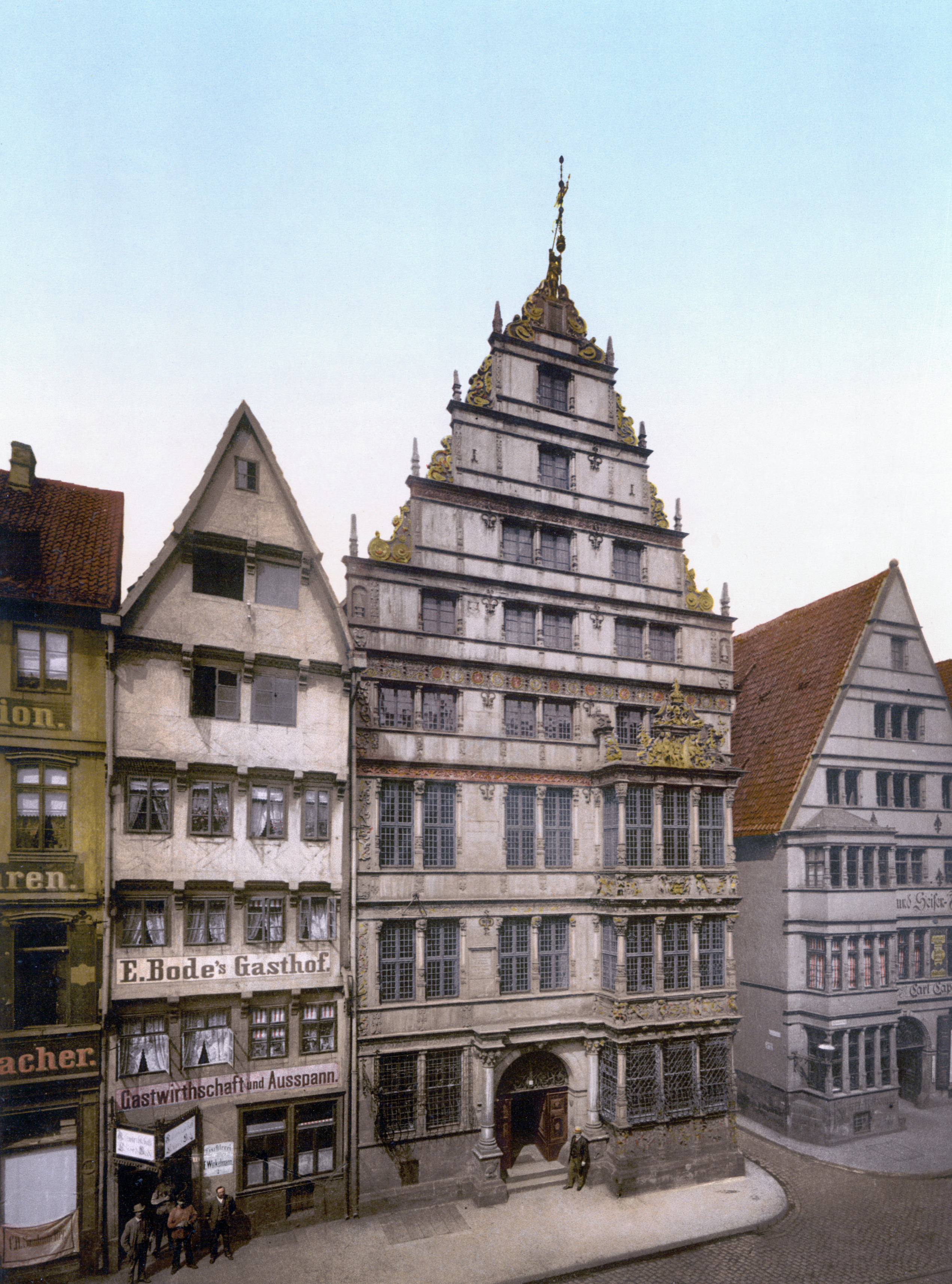
Das „Leibnizhaus“ am Originalstandort in der Schmiedestraße, Hannover. Foto um 1900.

Am 10. Juli 1702 richtete Hodann, aus seiner Woltorfer Stellung, einen Brief an den Geheimrat Gottfried Wilhelm Leibniz zu Hannover, um sich bei ihm um eine vakante Position als Sekretär zu bewerben. In dem Bewerbungsschreiben empfahl sich Hodann unter der ausführlichen Angabe seiner Studien zu Themen der Geschichte, Sprachwissenschaft und des Naturrechts. Leibniz nahm ihn als Amanuensis (Sekretär eines Gelehrten) an und beauftragte ihn mit der Mitarbeit an historischen und sprachwissenschaftlichen Themen.
Im Jahr 1703 versuchte Hodann ein Kirchenamt zu erhalten, scheiterte jedoch in seinen Probepredigten an rhetorischen Schwächen. So berichtet Gerhard Wolter Molanus (1633–1722), Abt des Klosters Loccum, in einem Brief an Leibniz von Hodanns geringer Sprachfertigkeit und schlechter Aussprache.
Leibniz übertrug, für die Zeiten seiner oft jahrelangen Abwesenheit von Hannover, an Hodann die Aufsicht und Verwaltung seines Hauses in der Schmiedestraße und seiner Gärten. Der intensive Briefwechsel zwischen Hodann und Leibniz ist daher eine der aufschlussreichsten Quellen zur Arbeit, den persönlichen und finanziellen Verhältnissen Leibniz’ sowie der Situation am kurfürstlichen Hof von Hannover.

### Die letzten Lebensjahrzehnte
Johann Friedrich Hodann wurde am Anfang des Jahres 1715 Rektor der Stadtschule in Winsen an der Luhe. Hodann und Leibniz blieben aber weiter in brieflichem Kontakt. Im Herbst 1715 heiratete Hodann in Winsen die Witwe seines Amtsvorgängers und übernahm dessen Privathaus in unmittelbarer Nähe zur Schule und Kirche. Da wohl die Bezahlung als Rektor kläglich war, unterhielt er in seinem Haus bereits 1716 einen Branntwein- und Bierkrug. Dieser Krug lief so erfolgreich, dass der Rat der Stadt darüber klagte.
Nach dem Tode Leibniz’, am 14. November 1716, finden sich außerhalb der Winsener Stadtgeschichte nur noch wenige Spuren Hodanns. In Winsen setzte er wesentliche Akzente für die Schaffung eines öffentlichen Schulwesens. In einem der Dänischen Königlichen Bibliothek in Kopenhagen vorliegenden Brief, datiert am 18. Dezember 1734 in Winsen, schildert er einem nicht genannten Adressaten, seine Mitarbeit an Leibniz’ sprachwissenschaftlichen Studien.
Johann Friedrich Hodann blieb bis zu seinem Tode Rektor in Winsen. Er starb dort im Januar 1745 und wurde am 26. Januar 1745 auf dem Friedhof an der St.-Marien-Kirche in Winsen beigesetzt.

## Schriften
- Ars Excerpendi nova prorsus ratione exculta, Sistens Titulos Philosophicos & Theologicos ad Excerpta Methodica conficienda necessarios, in certas Theses ita distributos, ut omnes res tam Physicales qvam Morales, tam Politicæ qvam Theologicæ, de quibus inter homines sermones habentur, sub iis locum inveniant: Naturaliq́ue ordine inter se connexos eum in finem, ut perlegens ipsos locum ... possit ... Nunc vero Benevolo Lectorum judicio propositos. Keßler, Braunschweig 1702. (Digitalisat)
- Dissertatio De Libris Legendis quaedam de studiis recte tractandis admixta habens. Ammon, Hannover 1705. (Digitalisat)
- (Mit Nathan Chytraeus) Versus Rhytmici sive Leonini. Hauenstein, Hannover 1708. (Digitalisat)
- Adminicula Sapientiae Atque Eloquentiae. Hannover 1713 (Digitalisat).